# Torre de cerco

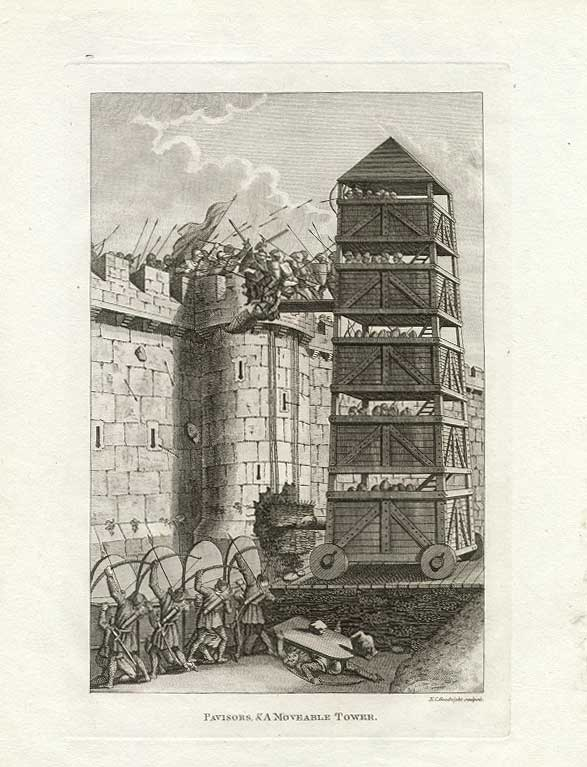
Representação artística de uma torre de cerco no sítio de um castelo.

Uma torre de cerco era uma arma de cerco sobre rodas desenvolvida para atacar cidades protegidas por muralhas altas e de pedra.
Uma torre de cerco romana (ou na Idade Média, um campanário) é uma arma de cerco especializada, construída para assaltar e atingir muralhas defensivas de uma cidade ou fortificação, e proteger os próprios assaltantes durante um cerco. A torre era muitas vezes retangular com quatro rodas, com a sua altura aproximadamente igual à da parede alvo ou por vezes mais alta para permitir que arqueiros ou besteiros ficassem no topo da torre e disparassem flechas ou quadrelos na fortificação. O aríete, por outro lado, era a arma utilizada pelos assírios que devia ser utilizada em conjunto com a torre de cerco para escalar ou abrir uma brecha entre as muralhas. Como as torres eram de madeira e, portanto, inflamáveis, tinham que ter alguma cobertura não inflamável de ferro ou peles de animais frescas, couro. O modelo básico da torre de cerco é uma torre quadrangular com diversos andares, com uma altura de dois ou três metros, maior do que as paredes alvo, e com uma ponte que permite alcançar o topo das paredes com merlões. Também costumavam transportar arqueiros que disparavam no momento de abaixar a ponte.
Evidencias para o uso de torres de cerco no Egito Antigo e na Anatólia datam da Idade do Bronze. Foram usadas extensivamente na guerra do Antigo Oriente Próximo após o colapso da Idade do Bronze, e no Egipto por Kushites do Sudão, que fundou a 25ª dinastia. Durante a antiguidade clássica, eram comuns entre os exércitos helenísticos gregos do século IV a.C e, mais tarde, por exércitos romanos da Europa e do Mediterrâneo, enquanto isso também eram utilizadas na China antiga durante o Período dos Reinos Combatentes e a dinastia Han. As torres de cerco tinham enormes dimensões e, como trabucas, eram, portanto, construídas normalmente no local do cerco. Por requerer bastante tempo para ser construídas, as torres de cerco eram opção apenas se a defesa da fortificação oposta não pudesse ser superada com recurso à guerra de túnel, pela escada de cerco ("escalada"), ou quebra de paredes ou portões com ferramentas como aríetes.
A torre de cerco às vezes abrigava lanceiros, piqueiros, espadachins ou arqueiros e besteiros, que atiraram flechas e lutavam contra os opositores. Devido ao seu considerável tamanho, a torre de cerco era muitas vezes alvo de projéteis de catapultas, apesar dos seus próprios meios defensivos.
A maior torre de cerco foi provavelmente a Heliópolis construída por Epimachus em Atenas para Demétrius Poliorcetes durante o cerco fracassado de Rodes em 304 a.C. Tinha 43 metros de altura e 22 m de largura e transportava na sua base rodas de 4,6 metros de diâmetro e catapultas montadas nos seus nove andares.